# Mudukulathur
Mudukulathur (o Mudukulattur) è una suddivisione dell'India, classificata come town panchayat, di 13.130 abitanti, situata nel distretto di Ramanathapuram, nello stato federato del Tamil Nadu. In base al numero di abitanti la città rientra nella classe IV (da 10.000 a 19.999 persone).

## Geografia fisica
La città è situata a 9° 20' 60 N e 78° 31' 0 E e ha un'altitudine di 24 m s.l.m..

## Società

### Evoluzione demografica
Al censimento del 2001 la popolazione di Mudukulathur assommava a 13.130 persone, delle quali 6.538 maschi e 6.592 femmine. I bambini di età inferiore o uguale ai sei anni assommavano a 1.628, dei quali 855 maschi e 773 femmine. Infine, coloro che erano in grado di saper almeno leggere e scrivere erano 9.292, dei quali 4.997 maschi e 4.295 femmine.